# Проспект Молоді (Луцьк)
Проспект Молоді — проспект в  Завокзальному житловому районі Луцька.
Бере початок від перехрестя з проспектом Відродження, прямує на північний захід й закінчується площею Героїв Майдану на перехресті з проспектом Соборності.

## Історія
Забудований в основному житловими будинками в 1970-х — 1980-х роках. Був названий ім'ям Климента Ворошилова, а в 1990-х роках отримав теперішню назву.

## Будівлі та установи
- Волинська обласна профспілкова бібліотека — пр. Молоді, 4.
- Кінотеатр «Луцьк» — пр. Молоді, 2.
- Літак[1] — пр. Молоді, 2. В різні роки використовувався як бар чи дитячий кінотеатр, у 2000-х салон Іл-18 закрили, а майданчик, де він встановлений, використовують як платну автостоянку.
- Будинок-вулик[2] — найдовший житловий будинок у світі, зведений у період з 1969 по 1980 роки за проєктом архітекторів Василя Маловиці[3] та Ростислава Метельницького.